# Idioma vepsio

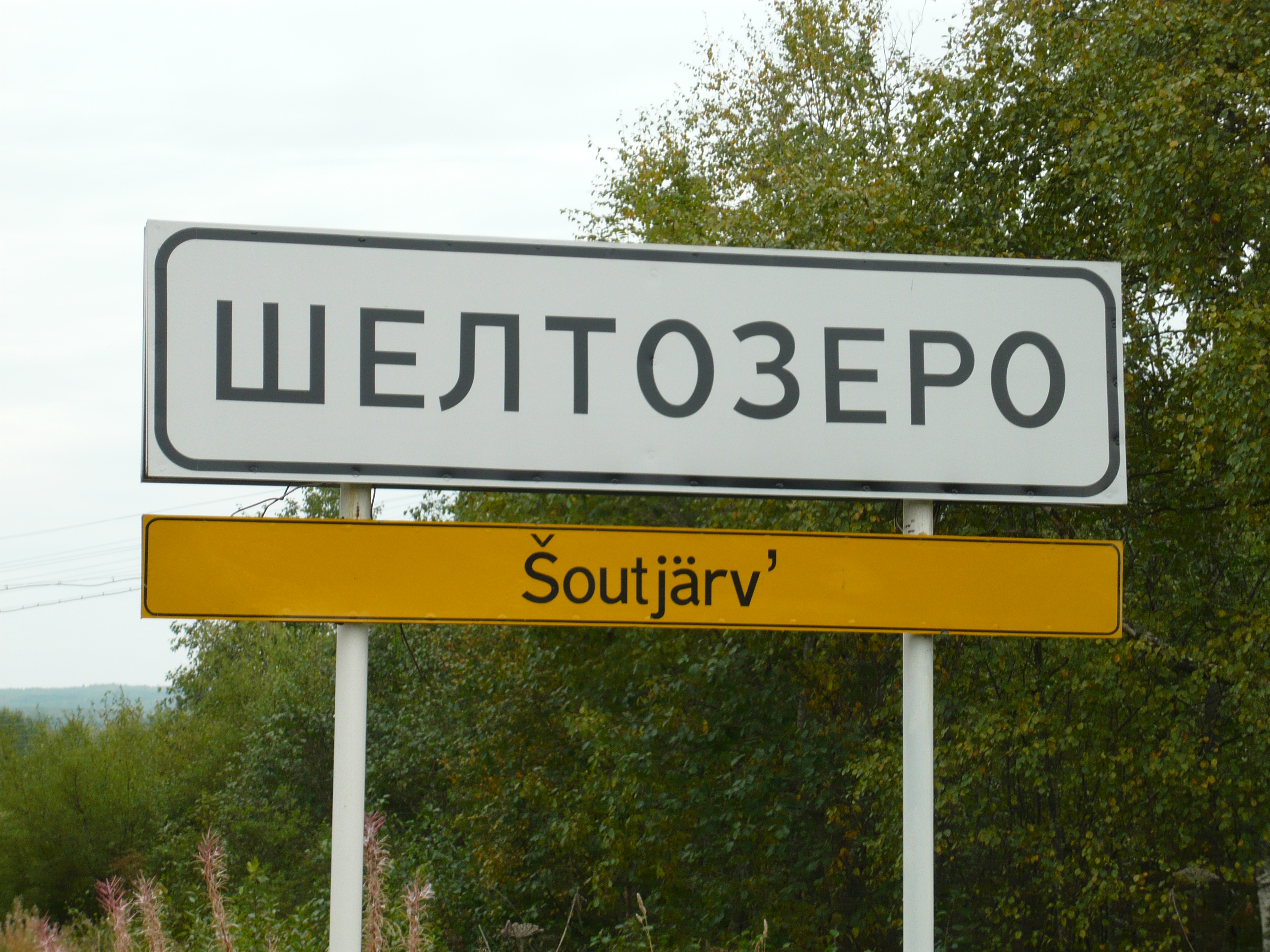
Señal vial del pueblo de Shóltozero, en ruso y vepsio.

El idioma vepsio es un idioma que pertenece a la rama fínica de la familia de lenguas ugrofinesas, hablado por los vepsios. Está emparentado con el carelio, el estonio y el finés.
Es hablado por más de cinco mil personas que moran sobre la ribera oriental del lago Onega (en la Carelia rusa), en la zona este del óblast de Leningrado y oeste del óblast de Vólogda. Se subdivide en tres dialectos.
Los más antiguos textos en vepsio datan de principios del siglo XIX. Se adoptó la escritura latina para esta lengua en 1932, pero luego fue abandonada a finales de aquella década, sin embargo finalmente volvió a utilizarse en la década de 1990.

## Alfabeto
| A a | B b | C c | Č č | D d | E e | F f | G g |
| H h | I i | J j | K k | L l | M m | N n | O o |
| P p | R r | S s | Š š | Z z | Ž ž | T t | U u |
| V v | Ü ü | Ä ä | Ö ö | ’   |     |     |     |